# Anthyllis barba-jovis
Pour les articles homonymes, voir Barbe de Jupiter.
Espèce
Synonymes
- Anthyllis barva-jovis L.[1]

Anthyllis barba-jovis, la barbe de Jupiter, est une espèce de plantes à fleurs dicotylédones de la famille des Fabaceae,  sous-famille des Faboideae, originaire du bassin méditerranéen. Ce sont des  plantes ligneuses vivaces, semi-halophiles, poussant notamment sur le littoral méditerranéen.

## Noms vernaculaires
- Anthyllide barbe-de-Jupiter, arbuste d'argent, barbe de Jupiter, vulnéraire barbue[2].

## Description

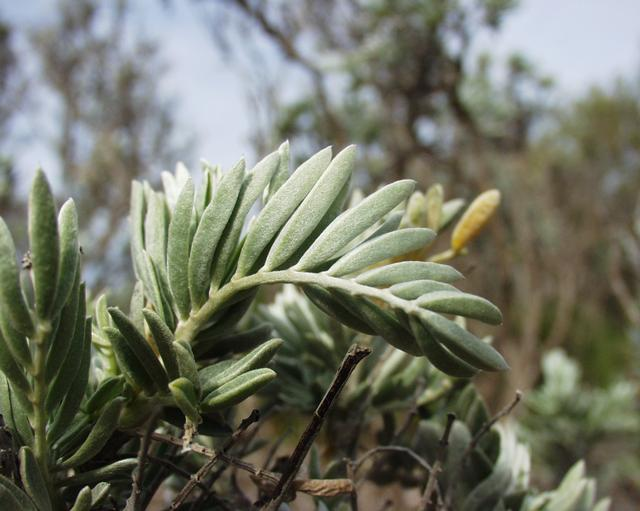
Anthyllis barba-jovis, feuille.

Anthyllis barba-jovis est un arbrisseau vivace dépassant régulièrement 1 mètre de hauteur et rarement 1,50 m. Ses rameaux sont dressés et les plus jeunes, gris argenté. Les feuilles, alternes, sont composées pennées, à plusieurs folioles étroites, allongées. La face dorsale est verte, la ventrale blanchâtre argentée. Leur revêtement pileux en fait une espèce particulièrement résistante aux vents violents chargés d'embruns.
Les fleurs jaunes hermaphrodites sont regroupées à l'extrémité des rameaux et brunissent en vieillissant. Leur floraison s'étale durant le printemps soit d'avril à juin. La pollinisation se fait par l'intermédiaire des insectes. Ces derniers effectuent également la dissémination des fruits secs qui se présentent sous forme de gousse à une seule graine.

## Distribution et habitat

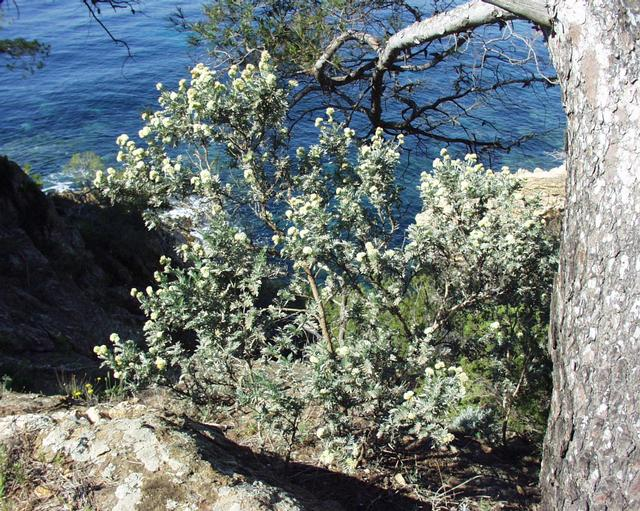
Anthyllis barba-jovis.

Anthyllis barba-jovis est une espèce endémique de l'ouest du bassin méditerranéen. Son aire de répartition comprend l'Algérie et la Tunisie en Afrique du Nord, et en Europe l'ex-Yougoslavie, l'Italie (y compris la Sardaigne et la Sicile), l'Espagne et la France (y compris la Corse).
En France, elle se rencontre essentiellement sur les îles d'Hyères, Porquerolles et la Corse, ainsi que dans le Massif des Maures.
Elle se plaît sur les rochers maritimes battus par des vents violents chargés d'embruns. Plus précisément, elle affectionne les garrigues, landes thermo-méditerranéennes de la Méditerranée orientale. Dans ces biotopes cristallins, elle se développe en compagnie de Thymelaea hirsuta.

### Protection
Ce taxon fait l'objet d'une protection sur l'ensemble du territoire national français en article 1.